# Wet van Twintig Negers

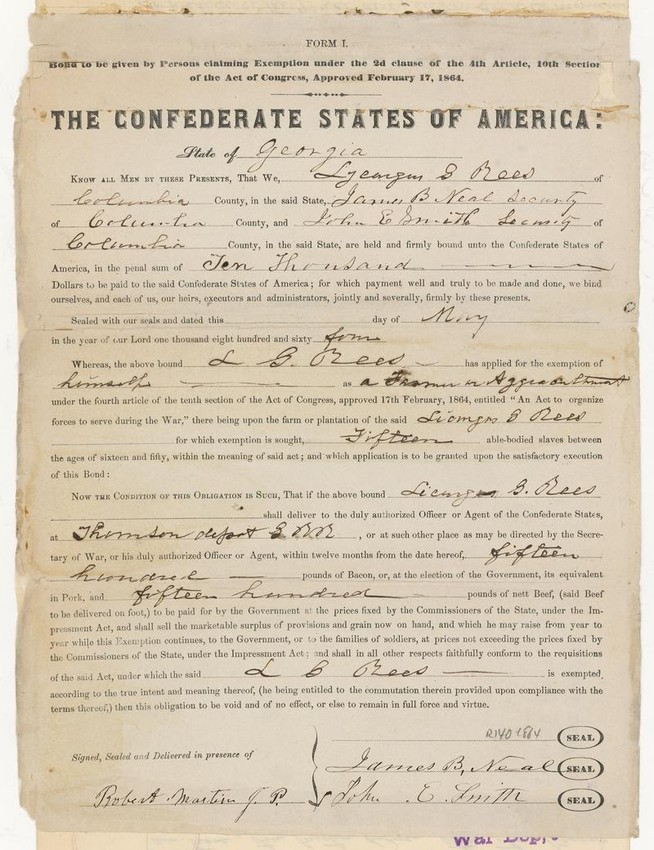
Vrijstelling verleend aan Lycurgus Rees uit Georgia in mei 1864, volgens de bepalingen van de zogenaamde Wet van Twintig Negers. Echter tegen de tijd dat deze vrijstelling werd verleend, was het aantal slaven dat nodig was om in aanmerking te komen al teruggebracht van 20 naar 15.

De Wet van Twintig Negers (English: "Twenty Negro Law"), ook bekend als de Wet van Twintig Slaven (English: "Twenty Slave Law"), was een stuk wetgeving aangenomen door het Geconfedereerde Congres tijdens de Amerikaanse Burgeroorlog. De wet vrijwaarde specifiek één blanke man van militaire dienst in het Geconfedereerde leger voor elke twintig slaven die eigendom waren van een Geconfedereerde plantage, of voor twee of meer plantages binnen vijf mijl van elkaar die gezamenlijk twintig of meer slaven hadden. Aangenomen als onderdeel van de Tweede Conscriptiewet in 1862, was de wet een reactie op de voorlopige Emancipatieproclamatie van de Amerikaanse president Abraham Lincoln, die nauwelijks drie weken eerder was uitgevaardigd. De wet kwam tegemoet aan de angst van de Geconfedereerden voor een slavenopstand omdat zoveel blanke mannen afwezig waren van huis, daar ze vochten in het Geconfedereerde leger. De Confederatie voerde de eerste dienstplichtwetten in de geschiedenis van de Verenigde Staten in, en het percentage Geconfedereerde soldaten dat als dienstplichtigen werd opgeroepen, was bijna twee keer zo hoog als dat van de Uniesoldaten.

## Achtergrond
In het voorjaar van 1862 werd het Geconfedereerde leger geconfronteerd met het vooruitzicht van een ernstig tekort aan mankracht, aangezien de termijnen van de meeste oorspronkelijke dienstplichtigen van twaalf maanden afliepen en veel minder mannen opnieuw in dienst traden dan gehoopt. De Eerste Conscriptiewet, aangenomen door het Geconfedereerde Congres in april 1862, probeerde dit probleem aan te pakken door alle blanke Zuidelijke mannen tussen 18 en 35 jaar aansprakelijk te stellen voor verplichte militaire dienst. Hoewel het Zuiden verschillende categorieën mannen vrijstelde in beroepen gerelateerd aan transport, communicatie, de geestelijkheid, onderwijs en geneeskunde, werden opzichters niet vrijgesteld. Dit liet veel plantages volledig onder toezicht van blanke vrouwen, oudere blanke mannen of minderjarigen; zij werden niet beschouwd als bijzonder bekwaam om de discipline onder slaven te handhaven, of om effectief te reageren om onrust te voorkomen of te onderdrukken.
De Dienstplichtwet bleek bij veel Geconfedereerde soldaten buitengewoon impopulair te zijn. Sam Watkins, een soldaat bij het Eerste Tennessee Infanterieregiment, schreef over zijn eigen reactie en die van verschillende kameraden op deze nieuwe wet in zijn boek "Company Aytch":
De soldaten hadden zich slechts voor twaalf maanden ingeschreven en hadden trouw voldaan aan hun vrijwillige verplichtingen; de termijnen waarvoor ze zich hadden ingeschreven waren verstreken, en ze beschouwden het natuurlijk als hun recht om naar huis te gaan. Ze hadden hun plicht trouw en goed vervuld. Ze wilden hun families zien; eigenlijk wilden ze sowieso naar huis. De oorlog was realiteit geworden; ze waren er moe van. Het Geconfedereerde Staten Congres had een wet aangenomen genaamd de dienstplichtwet. Een soldaat had niet het recht om zich vrijwillig aan te melden en de tak van dienst te kiezen die hij verkoos. Hij werd opgeroepen. Vanaf dat moment tot het einde van de oorlog was een soldaat simpelweg een werktuig, een dienstplichtige. Het was behoorlijk zwaar voor rebellen. We vervloekten de oorlog, we vervloekten Bragg, we vervloekten de Zuidelijke Confederatie. Al onze trots en moed waren verdwenen, en we waren ziek van de oorlog en de Zuidelijke Confederatie.

## Inwerkingtreding van de wet
Toen Abraham Lincoln zijn Emancipatieproclamatie uitvaardigde op 22 september 1862, geloofden velen in de Confederatie (en ook in het noorden, inclusief George McClellan) dat de president van de Unie specifiek probeerde een slavenopstand te ontketenen. Deels om deze zorg aan te pakken, en deels om andere kwesties gerelateerd aan de Eerste Conscriptiewet aan te pakken, keurde het Geconfedereerde Congres op 11 oktober 1862 zijn Tweede Conscriptiewet goed, die een bepaling bevatte die als volgt luidde:
Om de juiste handhaving van de orde in het land te waarborgen, wordt hierbij bepaald dat één persoon, zijnde agent, eigenaar of opzichter, op elke plantage waar volgens de wetten of verordeningen van een staat één blanke persoon moet worden gehouden, en waar geen blanke volwassen man is die niet verplicht is tot militaire dienst, en in staten waar een dergelijke wet ontbreekt, één persoon als agent, eigenaar of opzichter op elke plantage met twintig negers, en waar geen blanke volwassen man is die niet verplicht is tot militaire dienst, wordt vrijgesteld van militaire dienst in de legers van de Geconfedereerde Staten; en bovendien, voor extra toezicht op elke twintig negers op twee of meer plantages die binnen vijf mijl van elkaar liggen, en waarop minder dan twintig negers zijn, en waar geen blanke volwassen man is die niet verplicht is tot militaire dienst, wordt één persoon, zijnde de oudste van de eigenaars of opzichters van dergelijke plantages, vrijgesteld van militaire dienst in de legers van de Geconfedereerde Staten... Mits verder dat de vrijstellingen hierboven opgesomd en hierbij verleend, alleen van kracht blijven zolang de vrijgestelde personen daadwerkelijk bezig zijn met hun respectievelijke bezigheden of beroepen.
Hoewel deze nieuwe bepaling weinig kritiek uitlokte in sommige delen van de Confederatie, zoals Virginia, bleek deze uiterst impopulair bij een groot deel van de gewone soldaten in het Verbonden leger. Sam Watkins schrijft over zijn eigen gevoelens ten aanzien van deze specifieke voorziening:
Rond die tijd werd er door het Geconfedereerde Staten Congres een wet aangenomen die elke persoon die twintig negers bezat toestond om naar huis te gaan. Het maakte ons neerslachtig; we wilden twintig negers hebben. Negereigendom werd plotseling zeer waardevol en er werd luidkeels geklaagd over "oorlog voor de rijken, gevecht voor de armen". De glorie van de oorlog, de glorie van het Zuiden, de glorie en de trots van onze vrijwilligers hadden geen aantrekkingskracht voor de dienstplichtige.
Volgens historicus Eric Foner:
De indruk dat plantage-eigenaren niet hun eerlijke aandeel van de lasten van de oorlog droegen, verspreidde zich snel in het binnenland. Toegewijd aan de Zuidelijke onafhankelijkheid, waren de meeste plantage-eigenaren ook toegewijd aan het behoud van de slavernij op de plantages, en wanneer deze doelen in conflict kwamen, kreeg het laatste vaak voorrang.— Eric Foner
Ondanks de grote ontevredenheid die de wet veroorzaakte, werden er in feite maar weinig mannen door de wet getroffen. Bijvoorbeeld, van de ongeveer 38.000 opzichters die in 1860 in het Zuiden woonden, verkregen er 200 in Virginia, 120 in North Carolina, 201 in Georgia, en 300 in South Carolina vrijstellingen.

## Latere ontwikkelingen
Deels als reactie op dergelijke kritiek paste het Geconfedereerde Congres de Tweede Conscriptiewet in mei 1863 aan, waarbij onder andere werd vereist dat elke persoon vrijgesteld onder de zogenaamde "Wet van Twintig Negers" voor 16 april 1862 opzichter moest zijn geweest op plantages die na 11 oktober 1862 niet waren verdeeld (omdat sommige plantage-eigenaars hun bezittingen begonnen te verdelen om zo meer opzichters vrij te stellen). Bovendien kwamen alleen plantages onder toezicht van een minderjarige, een ongetrouwde vrouw, een persoon met een ongezonde geest, of een persoon die in het Geconfedereerde leger diende in aanmerking, en er was een vergoeding van $500 vereist om de aanvraag te verwerken. De Derde Conscriptiewet van februari 1864 verlaagde het aantal slaven van 20 naar 15, maar vereiste op zijn beurt dat de zo vrijgestelde persoon aan de Confederatie honderd pond (45 kg) spek en/of rundvlees per slaaf moest verkopen tegen door de overheid vastgestelde prijzen, waarbij het overschot tegen dezelfde prijzen aan de families van soldaten moest worden verkocht.
Met de nederlaag van de Confederatie in 1865 hield de "Wet van Twintig Negers" op te bestaan.